# Градишко-лијевчански партизански одред
Градишко-лијевчански народноослободилачки партизански (НОП) одред је био партизанска јединица у саставу Народноослободилачке војске и партизанских одреда Југославије током Другог светског рата у Босни и Херцеговини.

## Историјат
Формиран је 20. септембра 1943. у Лијевчу пољу по наређењу Штаба 5. корпуса НОВЈ, издвајањем дела бораца из 11. крајишке бригаде. На дан формирања имао је 80 бораца, али је брзо нарастао на три чете и ударну групу, а у септембру 1944. на два батаљона од преко 400 бораца. Дејствовао је на подручју босанско-градишког и северног дела бањалучког среза. Са своје територије Одред је протерао мање непријатељске делове и заузео жандармеријске станице у селима Машићима, Миљевићима, Крнетама, и вршио честе нападе на непријатески саобраћај на комуникацијама Бања Лука—Босанска Градишка и Бања Лука—Приједор. Истовремено, обезбеђивао је болнице, територијалне команде и установе на ослобођеној територији, и помагао народу у жетвеним радовима. Истакао се у одбрани партизанских болница у Јабланици и Буковици априла 1944, кад је спасао око 150 рањеника. Са јединицама 5. корпуса НОВЈ учествовао је и у борбама за Бању Луку, Приједор, Босанску Градишку и Босанску Дубицу. У пролеће 1944. у Одред је формиирана диверзантска чета, која је, између осталог, избацила из шина, од маја до септембра, преко 20 непријатељевих возова на прузи Бања Лука—Босански Нови; Одред је 26. јуна потопио усташки брод на реци Сави (у близини села Бистрице) који је пловио из Босанске Градишке за Јасеновац; заједно са 11. бригадом 4. дивизије НОВЈ и Козарским НОПО напао је безуспешно 21/22. јула Босанску Дубицу. Ушао је 28. јула у састав Козарске групе НОП одреда. Расформиран је 12. октобра 1944, а његово људство ушло је у састав 20. крајишке НОУ бригаде.